# تشاي هانسن
تشاي هانسن (مواليد 8 فبراير 1989) هو ممثل تايلندي-أسرالي عرف لمشاركته في مسلسلات ماكو: جزيرة الأسرار، المئة وصائدو الظل.

## الأعمال

### مسلسلات
- خل التفاح (2025)

## وصلات خارجية
- تشاي هانسن على موقع IMDb (الإنجليزية)
- تشاي هانسن على موقع ألو سيني (الفرنسية)
- تشاي هانسن على موقع قاعدة بيانات الفيلم (الإنجليزية)
- تشاي هانسن على موقع كينوبويسك (الروسية)